# Comuna Cuciovă
Comuna Cuciovă (în sârbă Општина Кучево, în sârbocroată Opština Kučevo) este o comună din districtul Braničevo, în nord-estul Serbiei. Conform datelor din 2004 comuna se întinde pe o suprafață de 721 km² (din care 35.009 ha sunt agricole, iar 35.915 ha sunt forestiere).
Reședința de comună este satul Cuciovă. Comuna este formată din 26 de așezări. Conform datelor din 2011, în localitate existau 15.516 locuitori. Conform datelor din 2004, sporul natural a fost de -8,9‰, iar numărul de salariați din comună este de 3.343 de persoane. În localitate există 18 școli primare și 1 liceu.
La recensământul din 2002 în localitate existau 12.584 sârbi și 5.326 români.

## Galerie

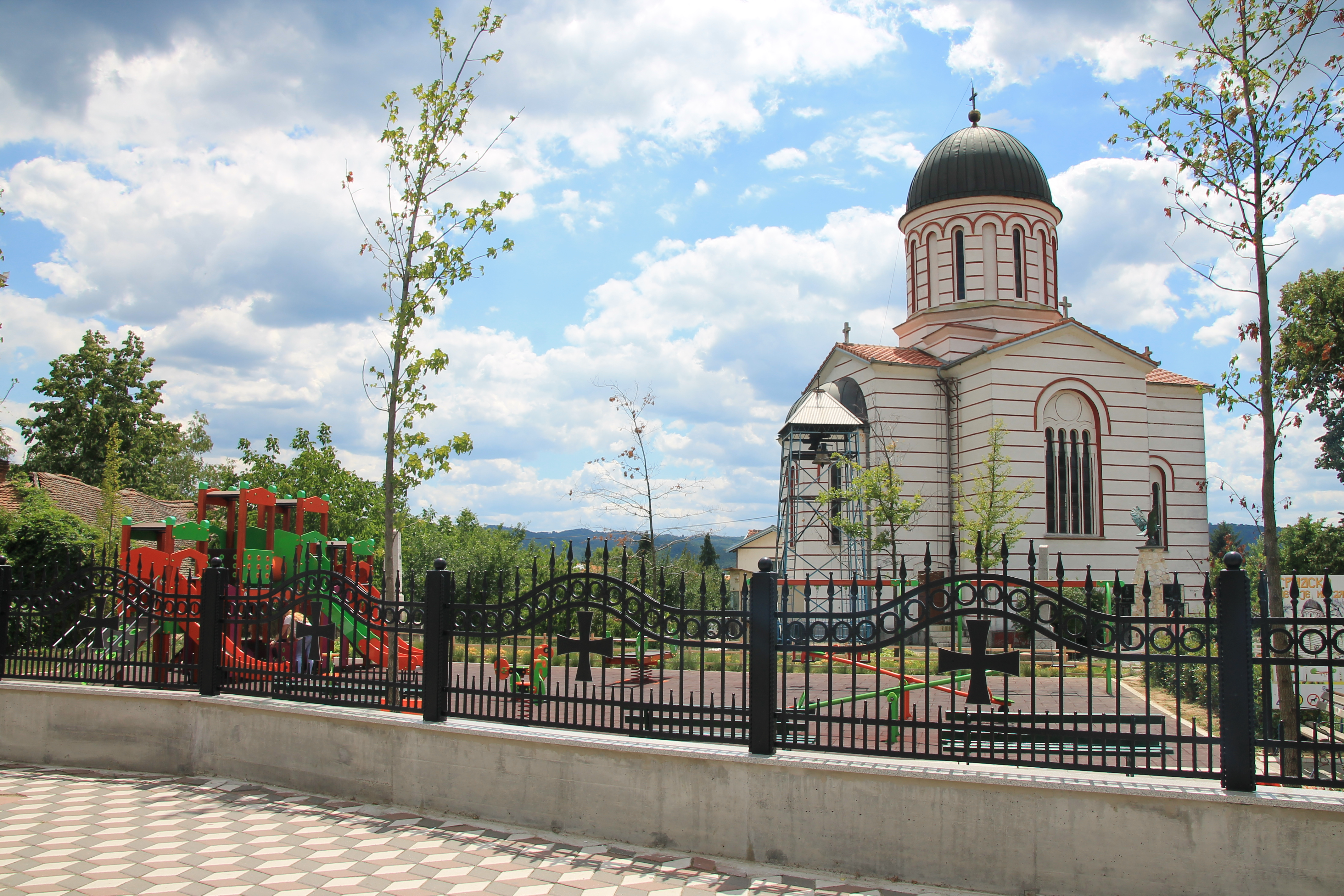
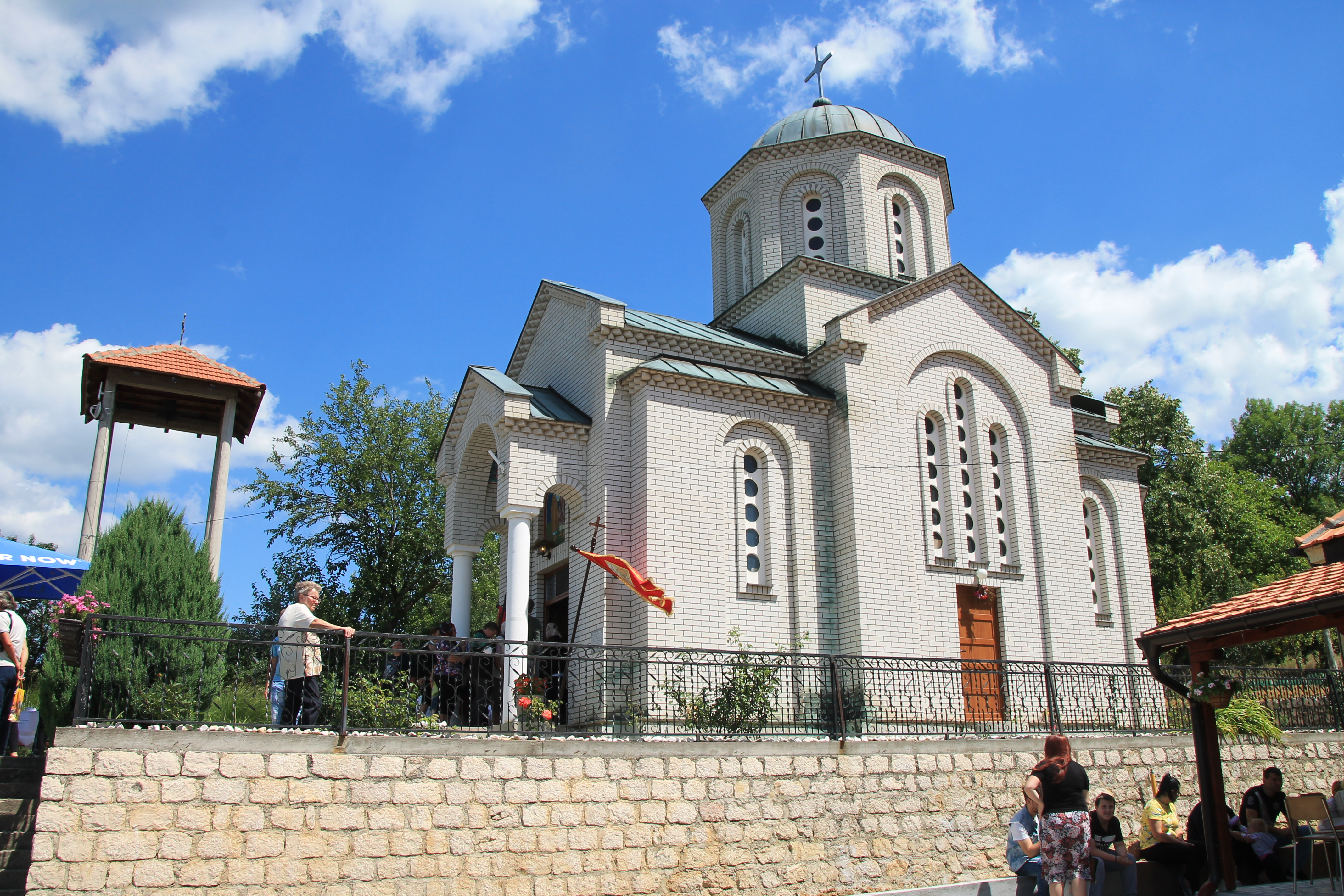

## Satele componente
- Blagoјev Kamen
- Brodica
- Bukovska
- Velika Bresnica
- Voluјa
- Vukoviћ
- Duboka
- Zelenik
- Kaona
- Kučaјna
- Cuciovă
- Љešnica
- Mala Bresnica
- Mišљenovac
- Mustapiћ
- Neresnica
- Rabrovo
- Ravnište
- Radenka
- Rakova Bara
- Sena
- Srpce
- Turiјa
- Ceremošњa
- Cerovica
- Ševica